# 경기대로
경기대로(京畿大路, Gyeonggi-daero)는 경기도 평택시 유천동 안성천교와 화성시 반정동 비상활주로를 잇는 경기도의 도로이다. 전 구간 국도 제1호선에 속한다. 북쪽은 경수대로, 남쪽은 충청남도와의 경계인 안성천 교량을 경계로 천안대로와 직결된다.

## 역사
- 2009년 7월 10일 : 2개 이상 시·도에 걸쳐 있는 도로로 경기대로를 고시[1]

## 주요 경유지
경기도
- 평택시 - 오산시 - 화성시

## 노선
전 구간 국도 제1호선에 속하기 때문에 따로 표기하지 않는다.
| 이름                                                          | 접속 노선                                                      | 소재지          | 소재지          | 비고                                                                 |
| 천안대로와 직결                                               | 천안대로와 직결                                                | 천안대로와 직결 | 천안대로와 직결 | 천안대로와 직결                                                      |
| ------------------------------------------------------------- | -------------------------------------------------------------- | --------------- | --------------- | -------------------------------------------------------------------- |
| 안성천교 서재교                                               |                                                                | 평택시          | 신평동          |                                                                      |
| 비전지하차도사거리 (비전지하차도)                             | 국도 제38호선 (서동대로)                                       | 평택시          | 신평동          |                                                                      |
| 평택문화회관앞                                                | 중앙로                                                         | 평택시          | 신평동          |                                                                      |
| 평택문화회관앞                                                | 중앙로                                                         | 평택시          | 비전동          |                                                                      |
| 평택시청                                                      |                                                                | 평택시          |                 |                                                                      |
| 시청뒤사거리                                                  | 평남로                                                         | 평택시          |                 |                                                                      |
| 뉴코아사거리                                                  | 문화촌로 평택5로114번길                                        | 평택시          |                 |                                                                      |
| 비전사거리                                                    | 평남로                                                         | 평택시          |                 |                                                                      |
| 덕동사거리                                                    | 비전3로 평택4로                                                | 평택시          |                 |                                                                      |
| 한성아파트사거리                                              | 만세로 평택2로                                                 | 평택시          |                 |                                                                      |
| 검찰청입구사거리                                              | 평택1로                                                        | 평택시          |                 |                                                                      |
| 동삭교                                                        |                                                                | 평택시          |                 |                                                                      |
|                                                               | 세교동                                                         | 평택시          |                 |                                                                      |
| 법원사거리                                                    | 지방도 제317호선 (동삭로)                                      | 평택시          |                 |                                                                      |
| 경기계량소사거리                                              | 세교공원로                                                     | 평택시          |                 |                                                                      |
| 태영아파트사거리                                              | 세교로                                                         | 평택시          |                 |                                                                      |
| 평택공단사거리                                                | 세교산단로 은실고가길                                          | 평택시          |                 |                                                                      |
| 자동차매매단지 범양아파트삼거리 경동나비엔삼거리 K2볼링장후문 |                                                                | 평택시          |                 |                                                                      |
| 한신주유소삼거리                                              | 평택로                                                         | 평택시          |                 |                                                                      |
| 평택지제역 (평택지제역 사거리)                                | 영신로                                                         | 평택시          |                 |                                                                      |
| 송탄교차로사거리                                              | 지제로                                                         | 평택시          |                 |                                                                      |
| 송탄 교차로                                                   | 국도 제45호선 (남북대로)                                       | 평택시          |                 |                                                                      |
| 모곡동계량소삼거리                                            | 모곡길                                                         | 평택시          | 송탄동          |                                                                      |
| 모곡동삼거리                                                  | 산단로64번길                                                   | 평택시          | 송탄동          |                                                                      |
| 광천마을입구삼거리                                            | 광천마을길                                                     | 평택시          | 송탄동          |                                                                      |
| 송탄공단삼거리                                                | 산단로                                                         | 평택시          | 송탄동          |                                                                      |
| 퓨리나사료사거리 광동제약사거리 홈플러스 송탄점               |                                                                | 평택시          | 중앙동          |                                                                      |
| 장당삼거리                                                    | 송탄로                                                         | 평택시          | 중앙동          |                                                                      |
| 장당중학교사거리                                              | 장당길 송탄로40번길                                            | 평택시          | 중앙동          |                                                                      |
| 현대아파트사거리                                              | 지방도 제302호선 (청원로)                                      | 평택시          | 중앙동          | 중앙지하차도                                                         |
| 평택병원사거리                                                | 정암로                                                         | 평택시          | 중앙동          | 중앙지하차도                                                         |
| 부영아파트입구사거리                                          | 이충로 동구재길                                                | 평택시          | 중앙동          |                                                                      |
| 대진아파트입구                                                | 이충로                                                         | 평택시          | 중앙동          |                                                                      |
| 송탄문예회관앞                                                | 서정로                                                         | 평택시          | 중앙동          |                                                                      |
| 송탄문예회관앞                                                | 서정로                                                         | 평택시          | 서정동          |                                                                      |
| 송탄출장소사거리 (평택시청 송탄출장소)                        | 관광특구로                                                     | 평택시          |                 |                                                                      |
| 경기도립도서관                                                | 서정북로                                                       | 평택시          |                 |                                                                      |
| 송현초등학교 우성아파트삼거리                                 |                                                                | 평택시          | 지산동          |                                                                      |
| 지산현대사거리                                                | 송탄공원로                                                     | 평택시          | 지산동          |                                                                      |
| 지산사거리                                                    | 지산로                                                         | 평택시          | 지산동          |                                                                      |
| 라이프아파트사거리                                            | 지산천로                                                       | 평택시          | 송북동          |                                                                      |
| 오좌사거리                                                    | 탄현로 오좌동길                                                | 평택시          | 송북동          |                                                                      |
| 송탄소방서사거리 (송탄소방서)                                 | 삼봉로                                                         | 평택시          | 송북동          |                                                                      |
| 신장교                                                        |                                                                | 평택시          | 송북동          |                                                                      |
|                                                               | 진위면                                                         | 평택시          |                 |                                                                      |
| 비행장사거리                                                  | 지방도 제306호선 (송탄고가길)                                  | 평택시          |                 |                                                                      |
| 신리삼거리                                                    | 신리길                                                         | 평택시          |                 |                                                                      |
| 진위교                                                        |                                                                | 평택시          |                 |                                                                      |
| 하북삼거리                                                    | 하북1길                                                        | 평택시          |                 |                                                                      |
| 진위역 (진위역삼거리)                                         | 지방도 제314호선 진위서로                                      | 평택시          |                 |                                                                      |
| 사리 교차로                                                   | 방꼬지길                                                       | 평택시          |                 |                                                                      |
| 가곡리입구삼거리                                              | 가곡길                                                         | 평택시          |                 |                                                                      |
| 롯데제과삼거리                                                |                                                                | 평택시          |                 |                                                                      |
| 야막리입구사거리                                              | 엘지로 야막길                                                  | 평택시          |                 |                                                                      |
| 갈곶리삼거리                                                  | 오산로                                                         | 오산시          | 대원동          |                                                                      |
| 한일아파트사거리                                              |                                                                | 오산시          | 대원동          |                                                                      |
| 한전사거리                                                    | 남부대로                                                       | 오산시          | 대원동          |                                                                      |
| 이마트 오산점                                                 | 오산로160번길                                                  | 오산시          | 대원동          |                                                                      |
| 한성예식장삼거리                                              | 지방도 제310호선 (밀머리로)                                    | 오산시          | 대원동          | 지방도 제310호선과 중복                                              |
| 원동사거리                                                    | 원동로                                                         | 오산시          | 대원동          | 지방도 제310호선과 중복 오산 나들목 (1호선 경부고속도로)와 간접 연결 |
| 신양아파트앞                                                  | 대원로                                                         | 오산시          | 대원동          | 지방도 제310호선과 중복                                              |
| 롯데마트사거리                                                | 성호대로                                                       | 오산시          | 대원동          | 지방도 제310호선과 중복                                              |
| 롯데마트사거리                                                | 성호대로                                                       | 오산시          | 중앙동          | 지방도 제310호선과 중복                                              |
| 롯데마트 오산점 중앙동 행정복지센터                           |                                                                | 오산시          |                 | 지방도 제310호선과 중복                                              |
| 운동장사거리                                                  | 지방도 제310호선 (오산천로) 국가지원지방도 제82호선 (경기동로) | 오산시          |                 | 지방도 제310호선과 중복                                              |
| 은계대교                                                      |                                                                | 오산시          |                 |                                                                      |
|                                                               | 신장동                                                         | 오산시          |                 |                                                                      |
| 은계주공아파트                                                |                                                                | 오산시          |                 |                                                                      |
| 매홀중학교앞삼거리                                            | 현충로                                                         | 오산시          |                 |                                                                      |
| 오산대역                                                      |                                                                | 오산시          |                 |                                                                      |
| (물향기지하차도)                                              | 오산대역로                                                     | 오산시          |                 |                                                                      |
| (이름 없음)                                                   | 삼미로 청학로                                                  | 오산시          |                 |                                                                      |
| 내삼미동입구                                                  | 문헌공로                                                       | 오산시          |                 |                                                                      |
| 유엔군초전비                                                  |                                                                | 오산시          |                 |                                                                      |
| 세마대사거리 (세마지하차도)                                   | 독산성로 문시로                                                | 오산시          | 세마동          | 북오산 나들목 (400호선 수도권제2순환고속도로)와 연결                 |
| 병점육교                                                      |                                                                | 화성시          | 병점동          |                                                                      |
| 홈플러스 병점점                                               |                                                                | 화성시          | 병점동          |                                                                      |
| 병점사거리                                                    | 병점3로                                                        | 화성시          | 병점동          | 병점지하차도                                                         |
| 병점초등학교                                                  |                                                                | 화성시          | 진안동          | 병점지하차도                                                         |
| 병점지하차도 교차로                                           | 국가지원지방도 제84호선 지방도 제318호선 (효행로)              | 화성시          | 진안동          | 병점지하차도                                                         |
| 진안 교차로                                                   | 봉영로                                                         | 화성시          | 진안동          | 안녕 나들목 (171호선 오산화성고속도로)와 연결                        |
| 대성교                                                        |                                                                | 화성시          | 진안동          |                                                                      |
| 경수대로와 직결                                               |                                                                |                 |                 |                                                                      |

## 비상활주로

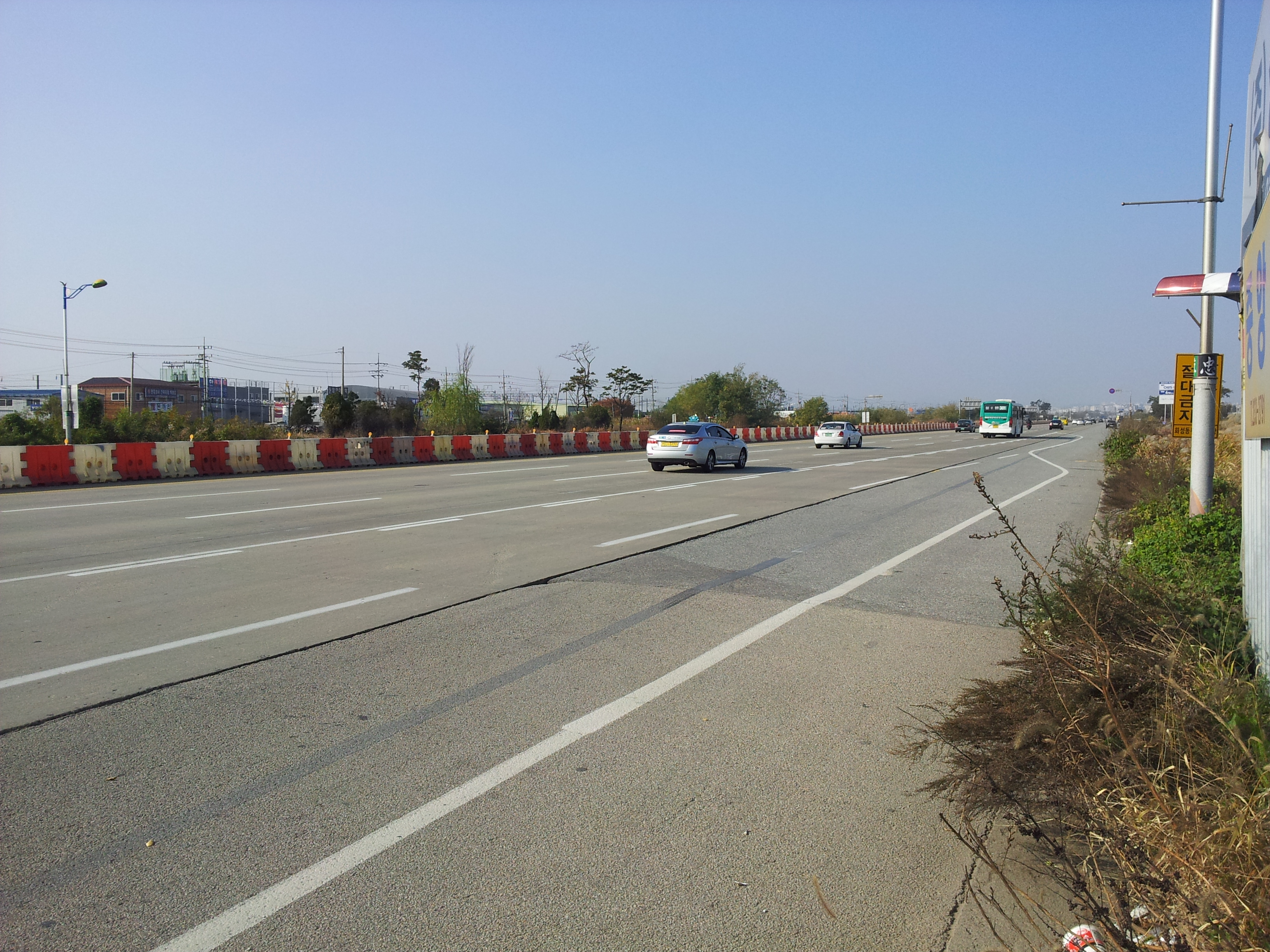
비상활주로

경기도 화성시 진안동에서 수원시 권선구 권선2동까지의 구간이 비상활주로 구간이다.

## 같이 보기
- 국도 제1호선
- 경수대로
- 천안대로